# Steve Montador
Steven Richard „Steve“ Montador (* 21. Dezember 1979 in Vancouver, British Columbia; † 15. Februar 2015 in Mississauga, Ontario) war ein kanadischer Eishockeyspieler, der im Verlauf seiner aktiven Karriere zwischen 1996 und 2013 unter anderem 614 Spiele für die Calgary Flames, Florida Panthers, Anaheim Ducks, Boston Bruins, Buffalo Sabres und Chicago Blackhawks in der National Hockey League auf der Position des Verteidigers bestritten hat. Seinen größten Karriereerfolg feierte Montador in Diensten der Saint John Flames mit dem Gewinn des Calder Cups der American Hockey League im Jahr 2001.

## Karriere

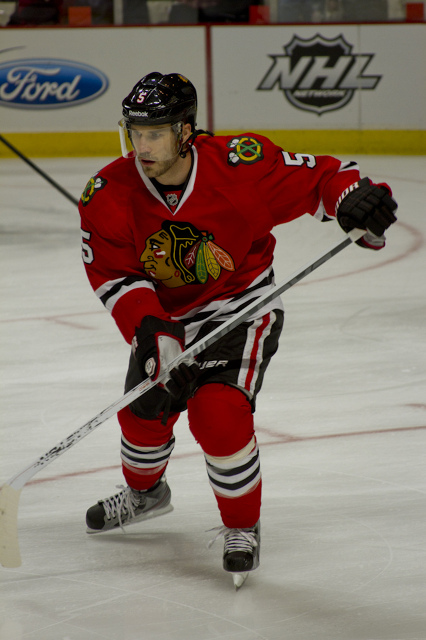
Montador im Trikot der Chicago Blackhawks

Nach insgesamt fünf Jahren in der Ontario Hockey League, in denen er für die North Bay Centennials, Erie Otters und Peterborough Petes gespielt hatte, wurde Steve Montador 1999 von den Calgary Flames als Free Agent verpflichtet.
Zunächst musste sich der Verteidiger jedoch drei Jahre lang mit Einsätzen beim Farmteam der Flames, den Saint John Flames in der American Hockey League, begnügen. In der Saison 2001/02 gab der Kanadier sein Debüt in der National Hockey League und konnte gleich in seiner ersten Spielzeit einen Treffer erzielen und zwei Assists beisteuern. Im nächsten Jahr war Montador bereits Stammspieler in Calgary. In der Saison 2003/04 durfte er nur in 26 Spielen der regulären Saison für seine Mannschaft auflaufen, spielte jedoch wieder regelmäßig, nachdem die Flames die Playoffs erreichten. Montador gehörte zu Calgarys Mannschaft, die im Stanley-Cup-Finale den Tampa Bay Lightning unterlag.
Während des Lockouts der NHL-Saison 2004/05 spielte Montador wie zahlreiche andere NHL-Spieler in Europa. Für den französischen Erstligisten HC Mulhouse aus der Ligue Magnus erreichte er acht Scorerpunkte in 15 Spielen, darunter ein Tor. Nach seiner Rückkehr zu Calgary zur Spielzeit 2005/06 wurde er kurz nach Saisonbeginn im Tausch für Kristian Huselius zu den Florida Panthers abgegeben. Nach drei Spielzeiten, in denen er deutlich mehr Eiszeit als in Calgary bekam, verpflichteten ihn die Anaheim Ducks im Sommer 2008 als Free Agent.
Anfang März 2009 transferierten die Ducks Steve Montador für Petteri Nokelainen zu den Boston Bruins. Am Saisonende lief Montadors Vertrag aus und dieser unterschrieb einen Zweijahresvertrag bei den Buffalo Sabres. Für die Sabres absolvierte Montador zwei Spielzeiten, in denen er seine Punktausbeute steigern konnte. Am 29. Juni 2011 transferierten die Sabres Montadors Transferrechte – rund 25 Stunden bevor er als Free Agent verfügbar geworden wäre, sofern er nicht bis dahin einen neuen Kontrakt erhalten hätte – im Austausch für ein leistungsbedingtes Siebtrunden-Wahlrecht im NHL Entry Draft 2012 zu den Chicago Blackhawks. Am 30. Juni 2011 einigte sich der Verteidiger auf einen Kontrakt für vier Jahre mit den Blackhawks. Im Juni 2013 wurde sein Kontrakt von den Blackhawks jedoch frühzeitig ausbezahlt (buy out). 
Anschließend folgte der Wechsel nach Kroatien zum KHL Medveščak Zagreb in die KHL, wo er bis Oktober 2013 unter Vertrag stand, ehe dieser aufgrund einer schweren Verletzung aufgelöst wurde. Seither war Montador vereinslos und litt Berichten zufolge aufgrund von Nachwirkungen seiner schweren Verletzung unter Depressionen und Angstzuständen. Am 15. Februar 2015 wurde Montador tot in seinem Haus in Mississauga aufgefunden. Ein Fremdverschulden wurde von der Polizei ausgeschlossen.
Eine neuropathologische post-mortem Analyse seines Gehirns ergab, dass Steve Montador an der neurodegenerativen Krankheit chronisch-traumatische Enzephalopathie (CTE) erkrankt war. CTE wird durch wiederholte Kopfstöße hervorgerufen. Montador, dessen Familie die NHL auf Kostenerstattung verklagte, hatte 2003 mindestens drei Gehirnerschütterungen binnen sechs Monaten erlitten, 2010 mindestens vier in neun Monaten und 2012 mindestens vier innerhalb drei Monaten.

## Erfolge und Auszeichnungen
- 2001 Calder-Cup-Gewinn mit den Saint John Flames

## Karrierestatistik
(Legende zur Spielerstatistik: Sp oder GP = absolvierte Spiele; T oder G = erzielte Tore; V oder A = erzielte Assists; Pkt oder Pts = erzielte Scorerpunkte; SM oder PIM = erhaltene Strafminuten; +/− = Plus/Minus-Bilanz; PP = erzielte Überzahltore; SH = erzielte Unterzahltore; GW = erzielte Siegtore; 1 Play-downs/Relegation; Kursiv: Statistik nicht vollständig)